# Valzin en Petite Montagne
Valzin en Petite Montagne ist eine Gemeinde im französischen Département Jura in der Region Bourgogne-Franche-Comté. Sie gehört zum Kanton Moirans-en-Montagne.
Sie entstand als Commune nouvelle durch ein Dekret vom 4. Juli 2016 mit Wirkung vom 1. Januar 2017, indem die bisherigen Gemeinden Chatonnay, Fétigny, Légna und Savigna zusammengelegt wurden. Der Hauptort (Chef-lieu) ist Légna.

## Gliederung
| Ortsteil                | ehemaliger INSEE-Code | Fläche (km²) | Höhenlage (m) | Einwohnerzahl (2014) | Dichte (Einw. je km²) |
| ----------------------- | --------------------- | ------------ | ------------- | -------------------- | --------------------- |
| Chatonnay               | 39123                 | 02,82        | 345–440       | 065                  | 23,1                  |
| Fétigny                 | 39224                 | 03,30        | 390–731       | 085                  | 25,8                  |
| Légna (Verwaltungssitz) | 39290                 | 10,30        | 370–812       | 200                  | 19,4                  |
| Savigna                 | 39506                 | 09,96        | 349–571       | 132                  | 13,3                  |

## Geographie
Nachbargemeinden sind Marigna-sur-Valouse im Nordwesten, Chambéria im Norden, Sarrogna im Nordosten, Cernon im Osten, Arinthod im Süden, Dramelay im Südwesten und La Boissière im Westen.